# Larhat
Larhat  (en kabyle : Larhat, en tifinagh : ⵍⴰⵔⵀⴰⵜ, en arabe : الأرهاط)
est une commune algérienne située en bordure de la mer Méditerranée, Elle est le chef-lieu de la daïra de Larhat.

## Géographie

### Situation
Le territoire de la commune est situé au nord-ouest de la wilaya de Tipaza. Son chef-lieu, Larhat, est situé à environ 60 km à l'ouest de Tipaza, à 10 km l'est de Damous et à 38 km à vol d'oiseau au nord-ouest d'Aïn Defla.
| Damous       | Mer Méditerranée         | Gouraya    |
| Damous       | Larhat                   | Aghbal     |
| Beni Milleuk | Beni Milleuk, Messelmoun | Messelmoun |

### Localités de la commune
Lors du découpage administratif de 1984, la commune de Larhat est constituée à partir des localités suivantes :
- Béni Ouarkchène
- Boukhlidja
- El Kréa
- Ighil Yer
- Larhat
- Le Cap Lares
- Les Oliviers
- Mechtita
- Sidi Salem
- Tarist
- Tazrout

## Histoire

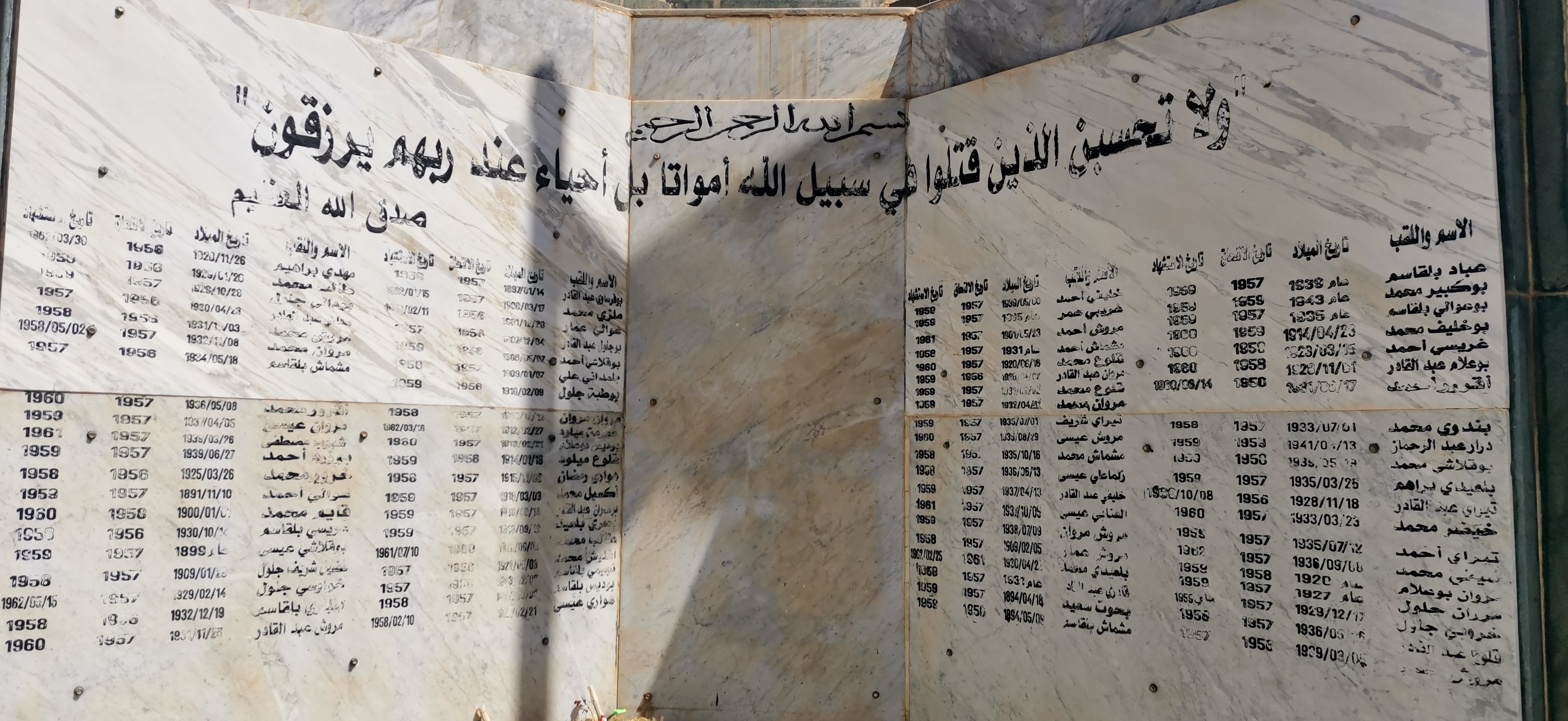
Les Chahids de Larhat

En 1881, la ville est nommée Villebourg pendant la colonisation française. En 1958 elle fait partie du département d'Alger. Après l'indépendance, elle prend le nom de Larhat. Le nom de larhat est celui d'une tribu installée plus haut (les mines) donné par si Ahmed ben Youssef lors de sa traversée de la région. Au cours de la guerre de révolution, Larhat comportait un grand nombre de moudjahidines, les batailles entre l'armée française et le FLN se déroulaient beaucoup aux montagnes de celle-ci dans des régions comme Mechtita. On retrouve les noms de ces courageux révolutionnaires à la cité du chahid Amar Merrouche. À Larhat deumeure la tribu des Irhaten, nous avons très peu de sources sur cette tribu mais d'après les recherches, il s'agit soit d'une tribu Maghraouienne Zénète, soit d'une certaine tribu Masmouda ou Sanhadja qui aurait migré du Maroc.

### Évolution démographique
| 1998  | 2008  |
| ----- | ----- |
| 6 736 | 7 359 |